# Biskupiec Pomorski Miasto
Biskupiec Pomorski Miasto – nieistniejąca stacja kolejowa w Biskupcu, w gminie Biskupiec, w powiecie nowomiejskim, w województwie warmińsko-mazurskim, w Polsce. Została otwarta w 1925 roku razem z linią z Kisielic do Biskupca Pomorskiego Miasto, dla zapewnienia połączenia kolejowego Biskupca, położonego na terytorium Niemiec i odciętego przez granicę od stacji Biskupiec Pomorski. Do zawieszenia ruchu w 1969 roku linia ta była używana w lokalnym ruchu pasażerskim i towarowym, w 1974 roku zdecydowano o jej likwidacji i następnie tory zostały rozebrane do końca lat 70. XX wieku.